# Gishuha (periodiskt vattendrag)
Gishuha är ett periodiskt vattendrag i Burundi.   Det ligger i provinsen Mwaro, i den centrala delen av landet, 50 kilometer öster om huvudstaden Bujumbura.
Omgivningarna runt Gishuha är en mosaik av jordbruksmark och naturlig växtlighet. Runt Gishuha är det tätbefolkat, med 383 invånare per kvadratkilometer.